# 二人ゴト
『二人ゴト』（ふたりゴト）は、2004年4月5日から同年10月1日までテレビ東京・テレビ北海道で放送されていた深夜の10分間の帯番組である。基本的に平日（月曜深夜〜金曜深夜）の24:50からの放送であったが、繰り下げになることもあった。エス・エス・エム制作。製作著作はテレビ東京ミュージック。

## 番組概要
春夏の2クールに渡って放送されたが、春と夏で番組内容は若干異なる。1st Seasonと呼ばれる春クールはハロー!プロジェクトメンバー1人がただ喋り続けるため、視聴者を含めて「二人」になる。そのため「○○とあなた」と言うサブタイトルが付けられている。2nd Seasonと呼ばれる夏クールでは、基本的に仲の良いハロー!プロジェクトメンバーが2 - 3人で喋る。「a close friend」というサブタイトルである。
1st Seasonでは、1人で喋り続けなければならないため、メンバーの個性がはっきりと現れる。例えば、紺野あさ美が自身の日記を披露して、あまりに食べ物ネタが多かったため「何考えてるんだろう、この娘」と言ったり、田中れいなが肉サラダを作りながら物真似を披露しつつ喋りはひたすら博多弁であったりと、普段では見られないシーンばかりであった。また、亀井絵里は当時問題となっていたトリインフルエンザに対し「人間は食べるために鳥を育てているのに、病気になったら殺すと言うのは、今の社会では最善なのだろうけど、可哀想だ」と発言し、社会派な一面を見せた。
2nd Seasonでは2〜3人の親友の会話が披露された。特に吉澤ひとみ・アヤカ・里田まいの回では、吉澤ひとみが自分の殻を破りつつある様子をアヤカ・里田まいが語った。その一方で、これから仲良くなる為に後藤真希と田中れいなが共演する事もあった。回ごとにお互いがお互いを呼ぶ名前でのサブタイトル（例えば「梨華ちゃんと柴ちゃん」）があるが、この回だけは「後藤さんと田中ちゃん」と少し固い。
出演者は2〜8回程度の出演となる為、トータルでは15〜60分程度の1人喋り、または2～3人喋りを見せる事になる。同時間に他の番組に出演していたメンバー（「Mの黙示録」に出演していた中澤裕子や道重さゆみ）の場合、いわゆる「大人の事情」により、1st Seasonでは他のメンバーと順番を入れ替えたり、2nd Seasonでは未公開映像や名場面集を繰り入れたりすることが有った。
また、2nd Seasonの最終週は3回が総集編となった。これは、本来なら松浦亜弥と藤本美貴が登場する筈であったが、収録日に藤本美貴が体調不良となり中止された事による。この2人の喋りは後日改めてロケを行い、後に発売されたDVDに特別収録されている。
1st Seasonはセットによる撮影が行われており、ラジオの収録ブースを模したセットと、普通の部屋を模したセットの2種類がある。2nd Seasonは普通の部屋を模したセットか、イタリアンレストランや焼肉店等でのロケである。
この帯番組の定例として、大半の回に於いて、Berryz工房のレコーディングやダンスレッスンの模様が1分程度挿入される。

## 出演者

### 1st Season「○○とあなた」
- 安倍なつみ「なっちとあなた」（4月5日 - 13日、7回）
- 紺野あさ美「コンコンとあなた」（4月14日 - 20日、5回）
- 高橋愛「愛ちゃんとあなた」（4月21日 - 23日、3回）
- 亀井絵里「えりりんとあなた」（4月26日 - 28日、3回）
- 小川麻琴「まこっちゃんとあなた」（4月29日 - 5月4日、4回）
- 吉澤ひとみ「よっすぃ〜とあなた」（5月5日 - 11日、5回）
- 矢口真里「おいらとあなた」（5月12日 - 18日、4回）
- 加護亜依「あいぼんとあなた」（5月19日 - 21日、3回）
- 飯田圭織「かおりんとあなた」（5月24日 - 26日、3回）
- 松浦亜弥「あややとあなた」（5月27日 - 29日、3回）
- 田中れいな「れいなとあなた」（6月1日 - 4日、4回）
- 辻希美「ののとあなた」（6月7日 - 10日、4回）
- 後藤真希「ごっちんとあなた」（6月11日 - 15日、3回）
- 道重さゆみ「さゆみんとあなた」（6月16日 - 21日、25日、5回）
- 藤本美貴「ミキティとあなた」（6月22日 - 24日、3回）
- 石川梨華「リカちゃんとあなた」（6月28日 - 30日、3回）
- 新垣里沙「ガキさんとあなた」（7月1日 - 2日、2回）

### 2nd Season「a close friend」
- 石川梨華、柴田あゆみ「梨華ちゃんと柴ちゃん」（7月5日 - 13日、7回）
- 亀井絵里、道重さゆみ「えりとさゆ」（7月14日 - 19日、21日 - 7月22日、6回）
- 1st Season 未公開映像（7月20日）
- 高橋愛、新垣里沙「愛ちゃんと里沙ちゃん」（7月23日 - 29日、5回）
- 吉澤ひとみ、アヤカ、里田まい「よしことアヤカとまいちん」（7月30日 - 8月9日、7回）
- 加護亜依、紺野あさ美「あいぼんとコンコン」「あいぼんとあさ美ちゃん」（8月10日 - 17日、6回）
- 後藤真希、田中れいな「後藤さんと田中ちゃん」（8月18日 - 26日、6回）
- 安倍なつみ、矢口真里「なっちとヤグチ」（8月30日 - 9月8日、8回）
- 中澤裕子、飯田圭織、保田圭「裕ちゃんとカオリと圭ちゃん」（9月9日 - 13日、15日 - 17日、6回）
- 2nd Season 名場面集（9月14日）
- 辻希美、小川麻琴「のんちゃんとまこと」（9月20日 - 28日、7回）
- 2nd Season 総集編（9月29日 - 10月1日、3回）

## 主題歌
エンディングテーマ
- ラッキーチャチャチャ!/ミニモニ。
- 女子かしまし物語/モーニング娘。
- あぁ いいな!/W
- ハピネス〜幸福歓迎!〜/Berryz工房
- 恋のヌケガラ/美勇伝

## スタッフ
- 企画：山﨑直樹
- スタイリスト：馳尾潤子
- メイク：竹邑事務所
- 編集：岡本広（共同テレビ）
- 効果：久坂恵紹（戯音工房）
- ディレクター：佐々木誠（エス・エス・エム）
- 演出：野中哲也
- AP：長谷川理江（エス・エス・エム）、新潟竜太（テレビ東京ミュージック）
- プロデューサー：両角誠（エス・エス・エム）・井関勇人（テレビ東京）、北島英光（テレビ東京ミュージック）
- 企画協力：アップフロントワークス
- 制作協力：エス・エス・エム、アップフロントエージェンシー（現：アップフロントプロモーション）

## DVD
1. 二人ゴト〜○○とあなた～総集編 Vol.1（2005年3月24日）
2. 二人ゴト〜○○とあなた～総集編 Vol.2（2005年3月24日）
3. 二人ゴト〜a close friend〜総集編 Vol.3（2005年4月27日）
4. 二人ゴト〜a close friend〜総集編 Vol.4（2005年4月27日）

- Berryz工房成長記「よろしく! センパイ」

主として本番組の前番組である「よろしく! センパイ」を収録したDVDであるが、本番組中で放送されたBerryz工房の追跡ドキュメントも収録している。